# Casa de Iturbide
A Casa de Iturbide é uma casa real mexicana que governou o México entre 1822 e 1823, durante o Primeiro Império Mexicano. Foi fundada por Agustín de Iturbide em 1822, logo após sua aclamação como Imperador pelo Congresso. Maximiliano I, monarca entre 1863 e 1867, já no Segundo Império Mexicano é tido como o último monarca da Casa de Iturbide, embora pertencesse oficialmente à Casa de Habsburgo. O atual chefe desta casa imperial e pretendente ao trono imperial mexicano é Maximiliano von Götzen-Iturbide.
O Imperador Maximiliano, com o intuito de reforçar os laços dos Grandes Impérios Habsburgos na América (Brasil e México) propôs ao Imperador D. Pedro II, seu primo, que cassasse sua filha mais velha, a Princesa Isabel com seu irmão. Entretanto, preocupado com o futuro europeu da dinastia, o Imperador da Áustria desaconselhou o sobrinho a essa decisão.[carece de fontes?]
O Império Mexicano terminou quando rebeldes republicanos executaram o último Imperador, depondo assim a monarquia. Foi a terceira monarquia americana com maior tempo de existência. A primeira foi o Império do Brasil (67 anos) a segunda o Reino do Haiti (10 anos) e por último o México (5 anos).[carece de fontes?]